# La Victoria, Playa Vicente
La Victoria är en ort i Mexiko.   Den ligger i kommunen Playa Vicente och delstaten Veracruz, i den sydöstra delen av landet, 400 km öster om huvudstaden Mexico City. La Victoria ligger 39 meter över havet och antalet invånare är 660.
Terrängen runt La Victoria är platt. Runt La Victoria är det ganska glesbefolkat, med 24 invånare per kvadratkilometer. Närmaste större samhälle är Playa Vicente, 8,5 km sydväst om La Victoria. Omgivningarna runt La Victoria är en mosaik av jordbruksmark och naturlig växtlighet.